# David Brookwell
David Brookwell (Nova Jersey, 6 de fevereiro de 1961) é um diretor, produtor e roteirista estadunidense.

## Filmografia

### Cinema
- Soul Surfer (2010)
- Bring It On: Fight to the Finish (2009)
- Into the Blue 2: The Reef(2009)
- The Cutting Edge: Going for the Gold (2006)
- Raise Your Voice (2004)
- The Even Stevens Movie (2003)
- Race to Space (2002)
- Permanent Midnight (1997)
- Hollywood Chaos (1989)
- Time Travel: Fact, Fiction and Fantasy (1985)

### Televisão
- Guinness World Records (2011)
- Re-Animated (2007)
- Cake (2006)
- Dance Revolution (2006)
- Beyond the Break (2006)
- Just for Kicks (2006)
- Phil of the Future (2004)
- That's So Raven (2003)
- Even Stevens (2000)
- The Secret World of Alex Mack (1994)